# Sân bay Karlstad

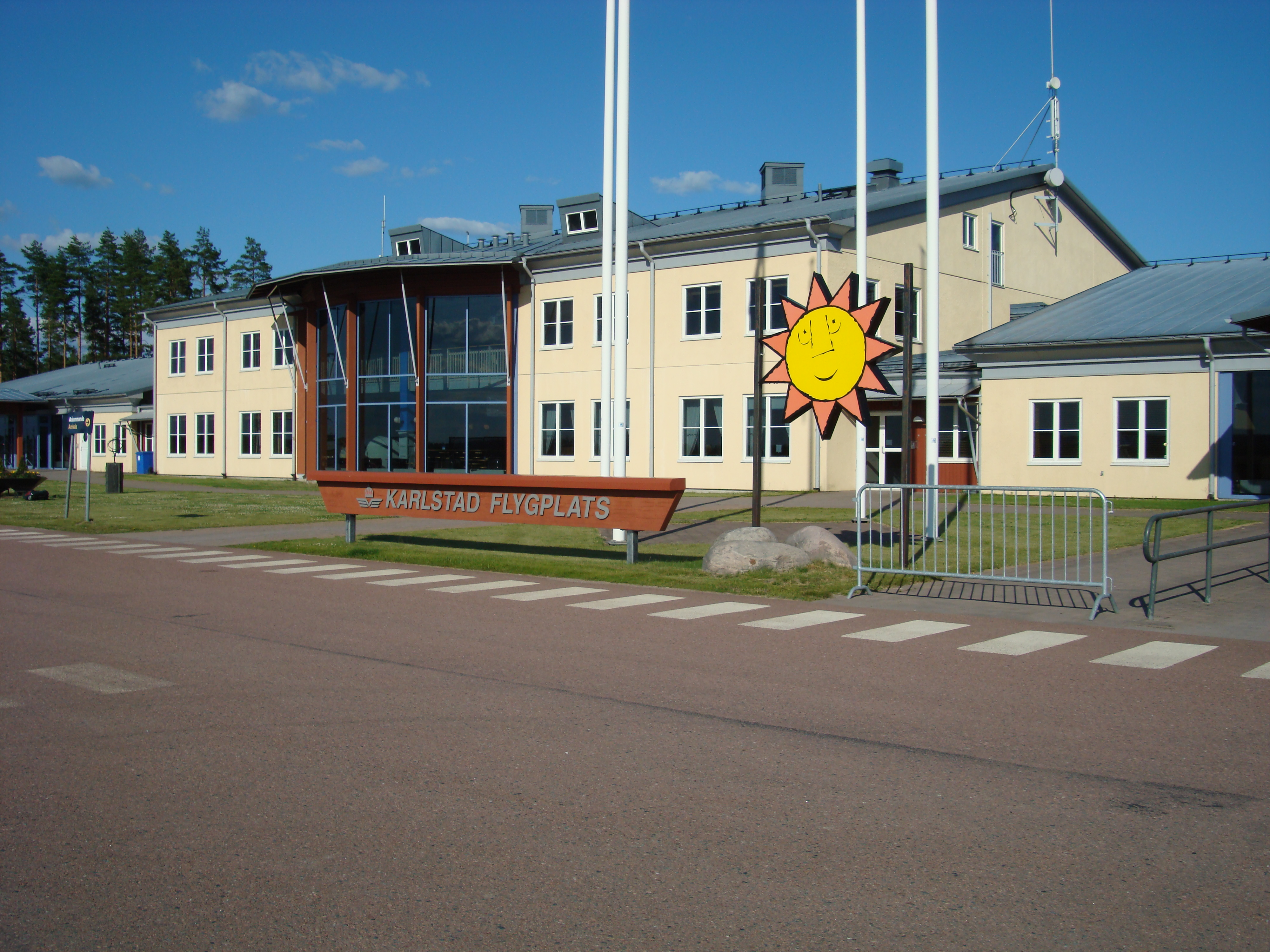
Sân bay Karlstag

Sân bay Karlstad (IATA: KSD, ICAO: ESOK) là một sân bay cách Karlstad ở Thụy Điển 16 km. Sân bay này có hai phi đạo, một rải nhựa đường và một mặt cỏ. Năm 2005, sân bay này phục vụ 144.000 khách.

## Các hãng hàng không và các tuyến điểm
- Direktflyg (Sundsvall)
- Skyways Express (Copenhagen Airport, Stockholm-Arlanda Airport)